# Grande Prêmio de Aragão de 2018 (MotoGP)
O Grande Prêmio da MotoGP de Aragão de 2018 ocorreu em 23 de setembro.

## Resultados

### Classificação MotoGP
| Pos | Piloto            | Equipe                      | Moto    | Tempo     | Pontos |
| --- | ----------------- | --------------------------- | ------- | --------- | ------ |
| 1   | Marc Marquez      | Repsol Honda Team           | Honda   | 41'55.949 | 25     |
| 2   | Andrea Dovizioso  | Ducati Team                 | Ducati  | +0.648    | 20     |
| 3   | Andrea Iannone    | Team SUZUKI ECSTAR          | Suzuki  | +1.259    | 16     |
| 4   | Alex Rins         | Team SUZUKI ECSTAR          | Suzuki  | +2.638    | 13     |
| 5   | Dani Pedrosa      | Repsol Honda Team           | Honda   | +5.274    | 11     |
| 6   | Aleix Espargaro   | Aprilia Racing Team Gresini | Aprilia | +9.396    | 10     |
| 7   | Danilo Petrucci   | Alma Pramac Racing          | Ducati  | +14.285   | 9      |
| 8   | Valentino Rossi   | Movistar Yamaha MotoGP      | Yamaha  | +15.199   | 8      |
| 9   | Jack Miller       | Alma Pramac Racing          | Ducati  | +16.375   | 7      |
| 10  | Maverick Viñales  | Movistar Yamaha MotoGP      | Yamaha  | +22.457   | 6      |
| 11  | Franco Morbidelli | EG 0,0 Marc VDS             | Honda   | +27.025   | 5      |
| 12  | Takaaki Nakagami  | LCR Honda IDEMITSU          | Honda   | +27.957   | 4      |
| 13  | Bradley Smith     | Red Bull KTM Factory Racing | KTM     | +28.821   | 3      |
| 14  | Johann Zarco      | Monster Yamaha Tech 3       | Yamaha  | +32.345   | 2      |
| 15  | Karel Abraham     | Angel Nieto Team            | Ducati  | +37.639   | 1      |
| 16  | Scott Redding     | Aprilia Racing Team Gresini | Aprilia | +39.585   | 0      |
| 17  | Thomas Luthi      | EG 0,0 Marc VDS             | Honda   | +40.763   | 0      |
| 18  | Hafizh Syahrin    | Monster Yamaha Tech 3       | Yamaha  | +56.296   | 0      |
| 19  | Xavier Simeon     | Reale Avintia Racing        | Ducati  | +58.981   | 0      |
| 20  | Jordi Torres      | Reale Avintia Racing        | Ducati  | +59.513   | 0      |

### Classificação Moto2
| Pos | Piloto              | Equipe                      | Moto     | Tempo     | Pontos |
| --- | ------------------- | --------------------------- | -------- | --------- | ------ |
| 1   | Brad Binder         | Red Bull KTM Ajo            | KTM      | 39'59.247 | 25     |
| 2   | Francesco Bagnaia   | SKY Racing Team VR46        | Kalex    | +1.526    | 20     |
| 3   | Lorenzo Baldassarri | Pons HP40                   | Kalex    | +2.055    | 16     |
| 4   | Alex Marquez        | EG 0,0 Marc VDS             | Kalex    | +2.396    | 13     |
| 5   | Marcel Schrotter    | Dynavolt Intact GP          | Kalex    | +5.850    | 11     |
| 6   | Joan Mir            | EG 0,0 Marc VDS             | Kalex    | +6.205    | 10     |
| 7   | Miguel Oliveira     | Red Bull KTM Ajo            | KTM      | +6.741    | 9      |
| 8   | Mattia Pasini       | Italtrans Racing Team       | Kalex    | +9.650    | 8      |
| 9   | Fabio Quartararo    | MB Conveyors - Speed Up     | Speed Up | +9.746    | 7      |
| 10  | Jorge Navarro       | Federal Oil Gresini Moto2   | Kalex    | +9.848    | 6      |
| 11  | Luca Marini         | SKY Racing Team VR46        | Kalex    | +11.568   | 5      |
| 12  | Simone Corsi        | Tasca Racing Scuderia Moto2 | Kalex    | +13.786   | 4      |
| 13  | Augusto Fernandez   | Pons HP40                   | Kalex    | +17.856   | 3      |
| 14  | Iker Lecuona        | Swiss Innovative Investors  | KTM      | +19.232   | 2      |
| 15  | Tetsuta Nagashima   | IDEMITSU Honda Team Asia    | Kalex    | +21.258   | 1      |
| 16  | Andrea Locatelli    | Italtrans Racing Team       | Kalex    | +21.393   | 0      |
| 17  | Edgar Pons          | AGR Team                    | Kalex    | +26.553   | 0      |
| 18  | Steven Odendaal     | NTS RW Racing GP            | NTS      | +27.747   | 0      |
| 19  | Remy Gardner        | Tech 3 Racing               | Tech 3   | +28.339   | 0      |
| 20  | Sam Lowes           | Swiss Innovative Investors  | KTM      | +31.826   | 0      |
| 21  | Dominique Aegerter  | Kiefer Racing               | KTM      | +32.214   | 0      |
| 22  | Niki Tuuli          | Petronas Sprinta Racing     | Kalex    | +34.961   | 0      |
| 23  | Jesko Raffin        | SAG Team                    | Kalex    | +36.569   | 0      |
| 24  | Joe Roberts         | NTS RW Racing GP            | NTS      | +37.143   | 0      |
| 25  | Bo Bendsneyder      | Tech 3 Racing               | Tech 3   | +42.222   | 0      |
| 26  | Jules Danilo        | Nashi Argan SAG Team        | Kalex    | +53.557   | 0      |
| 27  | Khairul Idham Pawi  | IDEMITSU Honda Team Asia    | Kalex    | +53.675   | 0      |
| 28  | Xavi Cardelus       | Marinelli Snipers Team      | Kalex    | +1'14.999 | 0      |

### Classificação Moto3
| Pos | Piloto                 | Equipe                           | Moto  | Tempo     | Pontos |
| --- | ---------------------- | -------------------------------- | ----- | --------- | ------ |
| 1   | Jorge Martin           | Del Conca Gresini Moto3          | Honda | 37'49.030 | 25     |
| 2   | Marco Bezzecchi        | Redox PruestelGP                 | KTM   | +5.984    | 20     |
| 3   | Enea Bastianini        | Leopard Racing                   | Honda | +6.045    | 16     |
| 4   | Fabio Di Giannantonio  | Del Conca Gresini Moto3          | Honda | +6.095    | 13     |
| 5   | Marcos Ramirez         | Bester Capital Dubai             | KTM   | +6.161    | 11     |
| 6   | Tatsuki Suzuki         | SIC58 Squadra Corse              | Honda | +6.269    | 10     |
| 7   | Albert Arenas          | Angel Nieto Team Moto3           | KTM   | +6.540    | 9      |
| 8   | Adam Norrodin          | Petronas Sprinta Racing          | Honda | +10.292   | 8      |
| 9   | Jaume Masia            | Bester Capital Dubai             | KTM   | +10.329   | 7      |
| 10  | John Mcphee            | CIP - Green Power                | KTM   | +10.537   | 6      |
| 11  | Jakub Kornfeil         | Redox PruestelGP                 | KTM   | +10.679   | 5      |
| 12  | Andrea Migno           | Angel Nieto Team Moto3           | KTM   | +11.923   | 4      |
| 13  | Lorenzo Dalla Porta    | Leopard Racing                   | Honda | +11.972   | 3      |
| 14  | Nicolo Bulega          | SKY Racing Team VR46             | KTM   | +12.013   | 2      |
| 15  | Vicente Perez          | Reale Avintia Academy 77         | KTM   | +12.007   | 1      |
| 16  | Tony Arbolino          | Marinelli Snipers Team           | Honda | +12.484   | 0      |
| 17  | Raul Fernandez         | Angel Nieto Team                 | KTM   | +12.656   | 0      |
| 18  | Darryn Binder          | Red Bull KTM Ajo                 | KTM   | +14.642   | 0      |
| 19  | Philipp Oettl          | Sudmetal Schedl GP Racing        | KTM   | +17.090   | 0      |
| 20  | Alonso Lopez           | Estrella Galicia 0,0             | Honda | +34.967   | 0      |
| 21  | Kazuki Masaki          | RBA BOE Skull Rider              | KTM   | +35.000   | 0      |
| 22  | Stefano Nepa           | CIP - Green Power                | KTM   | +35.022   | 0      |
| 23  | Jeremy Alcoba          | Junior Team Estrella Galicia 0,0 | Honda | +35.200   | 0      |
| 24  | Nakarin Atiratphuvapat | Honda Team Asia                  | Honda | +54.907   | 0      |
| 25  | Dennis Foggia          | SKY Racing Team VR46             | KTM   | +43.866   | 0      |
| 26  | Kaito Toba             | Honda Team Asia                  | Honda | +54.982   | 0      |